# Tetsuya Yamaoka
Tetsuya Yamaoka (山岡 哲也 Yamaoka Tetsuya?, nacido el 4 de marzo de 1990 en Osaka) es un futbolista japonés que se desempeña como guardameta.

## Trayectoria

### Clubes
| Club                | País  | Año         |
| ------------------- | ----- | ----------- |
| SP Kyoto FC         | Japón | 2012 - 2015 |
| Kagoshima United FC | Japón | 2016 -      |

## Estadística de carrera

### J. League
| Club                | Año   | J. League | J. League | Copa J. League | Copa J. League | Total | Total |
| Club                | Año   | Part.     | Goles     | Part.          | Goles          | Part. | Goles |
| ------------------- | ----- | --------- | --------- | -------------- | -------------- | ----- | ----- |
| Kagoshima United FC | 2016  | 27        | 0         | -              | -              | 27    | 0     |
| Kagoshima United FC | 2017  | 17        | 0         | -              | -              | 17    | 0     |
| Total               | Total | 44        | 0         | 0              | 0              | 44    | 0     |